# قرار مجلس الأمن التابع للأمم المتحدة رقم 1336
قرار مجلس الأمن التابع للأمم المتحدة 1336 ، الذي اتخذ بالإجماع في 23 يناير 2001 ، بعد إعادة تأكيد القرار 864 (1993) وجميع القرارات اللاحقة بشأن أنغولا ، ولا سيما القرارات 1127 (1997) ، و 1173 (1998) ، و 1237 (1999) ، و 1295 (2000) ، مدد المجلس آلية مراقبة الجزاءات المفروضة على يونيتا لمدة ثلاثة أشهر أخرى.

## وصلات خارجية
- Text of the Resolution at undocs.org